# Abbaye d'Elchingen
L'abbaye d'Elchingen (allemand : Kloster Elchingen, Reichsabtei Elchingen) est une ancienne abbaye  bénédictine à Oberelchingen, quartier de la ville d'Elchingen, en Bavière, dans le  diocèse d'Augsbourg.
Pendant une grande partie de son histoire, l'abbaye d'Elchingen était l'une des quelque 95 abbayes impériales jouissant de l'immédiateté impériale du Saint-Empire romain germanique et, par là-même, des prérogatives d'un état pratiquement indépendant. Elle possédait plusieurs villages en dehors du monastère lui-même. Au moment de sa sécularisation en 1802, l'abbaye couvrait 112 kilomètres carrés et a eu environ 4 000 à 4 200 sujets, une taille comparable à celle de l'abbaye de Roggenburg par exemple,.

## Histoire

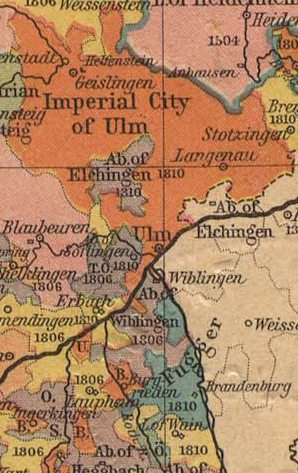
Plan du Wurtemberg avant les guerres de la Révolution française montrant la ville libre d'Empire Ulm et les deux parties du territoire de l'abbaye impériale d'Elchingen. Le Danube traverse le centre de l'image.

### Fondation
L'abbaye bénédictine d'Elchingen est fondée à Ulm vers 1120 le comte Albert de Rauenstein (ou Ravenstein), probablement d'une lignée latérale des comtes de Dillingen et sa femme Bertha. Le gendre du couple de fondateurs, le margrave Konrad de Meißen, transfère le monastère dans son château situé au-dessus du village d'Elchingen.  Les premiers moines, sous la direction de l'abbé Andreas de Aichheim (en fonction 1128?-1139) vient de l'abbaye de Hirsau et de celle de Lorch. Ils apportent non seulement des idées de réforme, mais aussi un nouveau style de construction romane, le schéma de construction dit schéma de Hirsau, dans lequel les dimensions des bras du transept, du chœur, des travées du vaisseau et des nefs latérales sont déduites des dimensions de la croisée du transept. La première église est construite dans les années 1150-1160 sur ce modèle, et dédiée à la mère de Dieu et aux apôtres Pierre et Paul. Le pape Innocent II accorde à l’abbaye la protection papale en 1147.

### Développement
Grâce à de généreuses donations, l'abbaye possède rapidement un grand territoire et une grande richesse, temporairement réduite qu XIVe siècle. L'emplacement d'Elchingen, sur les routes les plus importantes utilisées par les armées de l'époque entre Ulm et Augsbourg d'une part et entre Ulm et Nuremberg d'autre part a apporté des calamités au monastère. Elle a été pillée complètement à plusieurs reprises. Après un incendie en 1430, les abbés suivants du XVe siècle s'activent à la reconstruction et à la protection par d"épaisses murailles.  La renommée religieuse de l'abbaye l'amène à fournir des abbés à d'autres monastères souabes. Au XVe siècle Elchingen contribue à répandre en Souabe le mouvement de réforme de l'ordre émanant de l'abbaye de Melk.

### Conflits et guerres

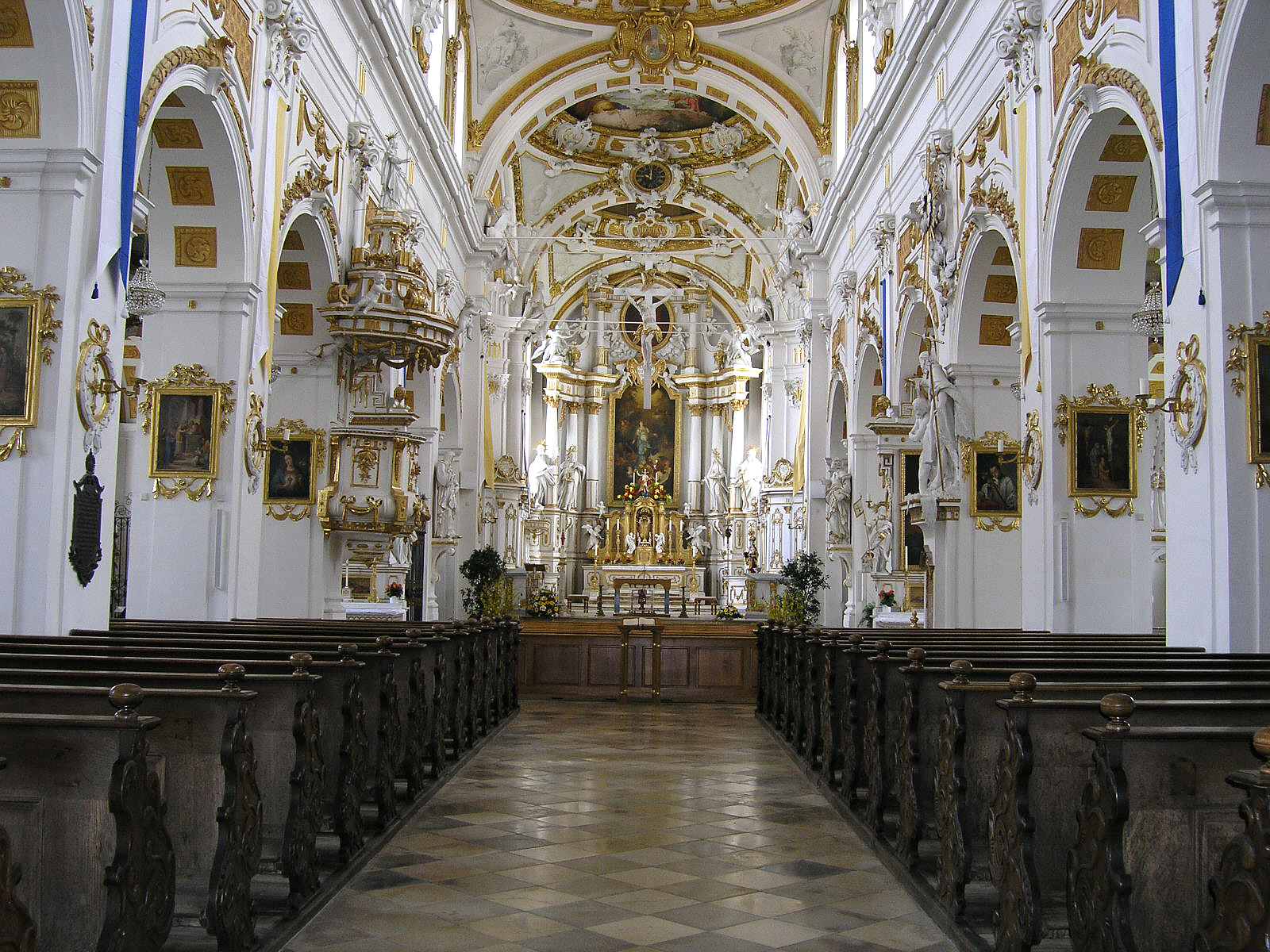
Intérieur de l’église abbatiale.

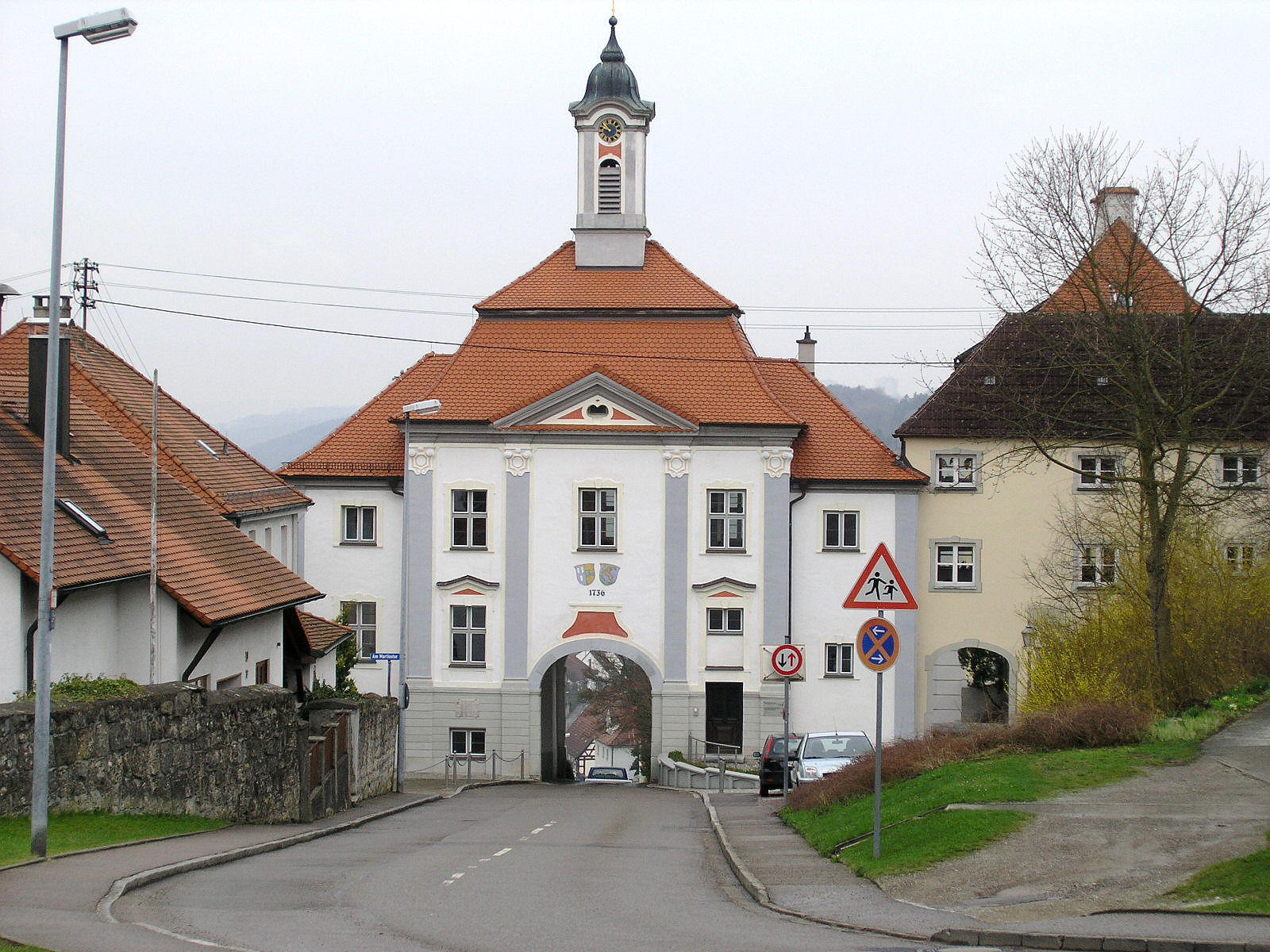
La porte Saint-Martin, seul vestige du monastère avec l'église.

Pendant près d'un siècle, l'abbaye est en conflit avec la ville impériale Ulm,. L'imbrication étroite des deux territoires en est une cause, et des questions de prééminence s'y ajoutent. L'empereur  Maximilien Ier, alors encore roi, élève le monastère en 1495 en abbaye impériale libre.
Mais, au cours de la Réforme protestante, la ville impériale d'Ulm va jusqu'à interdire l'activité religieuse. En 1546 a lieu une occupation et destruction d'Elchingen. Après quelques décennies d'accalmie, la guerre de Trente Ans amène à son tour destruction et pillage aussi sur l'abbaye. Après la fin de la guerre, l'église est restaurée.
En 1685, l'abbaye bénédictine entre dans la congrégation bénédictine de Souabe.

### Apogée et fin
Au XVIIIe siècle l'abbaye d'Elchingen atteint son apogée. En 1715, elle comptait quarante-deux membres. Ils se consacrent aux œuvres, au pèlerinage à la Mater Dolorosa d'Elchingen, à l'enseignement et aux sciences. L'église est remaniée en 1746, des  chapelles latérales sont ajoutées de chaque côté de la nef et l'intérieur est modernisé dans le style rococo. L'église abbatiale est détruite par la foudre en 1773, puis reconstruite dans le style architectural du début du classicisme. La construction est conçue par l'architecte Joseph Dossenberger (1720-1785), disciple de Dominikus Zimmermann. Le mobilier de la nef et les fresques du plafond avec des scènes de la vie de Marie et de saint Benoît sont réalisées par Januarius Zick (1730-1797), peintre de la cour de Trêves.
L'abbaye est sécularisée en 1802. La plupart des vingt-cinq moines encore présents deviennent des prêtres dans la région. Les possessions territoriales de l'abbaye reviennent à la couronne bavaroise. Les bâtiments sont vendus aux enchères. Peu à peu, l'ensemble monumental est démoli. Les livres et les manuscrits de la bibliothèque sont déménagés à Dillingen. L'église abbatiale est transformée en simple l'église paroissiale. En 1840, les bâtiments de l'abbaye sont presque entièrement démolis.
En 1921, les oblats de Marie-Immaculée s'installent dans les bâtiments subsistants du site. En raison de la pénurie de vocations allemandes, leur couvent est transféré en 2006 à la province polonaise des oblats.

## Renommée historique
Elchingen est surtout connue pour avoir été le lieu de la bataille d'Elchingen, partie de la bataille d'Ulm le 14 octobre 1805. Son nom est inscrit sur l'Arc de Triomphe à Paris. Le soir de la bataille, Napoléon a pris ses quartiers dans l'abbaye.

### Sources
- Bernhard Brenner, « Das ehemalige Reichsstift Elchingen/Oberelchingen », dans : Werner Schiedermair (éd.), Klosterland Bayerisch Schwaben, Lindenberg, Fink, 2003 (ISBN 3-89870-127-1), p. 216–219.
- Ferdinand Kramer, « Wissenschaft und Streben nach "Wahrer Aufklärung". Ein Beitrag zur Aufklärung im ostschwäbischen Benediktinerkloster Elchingen », Zeitschrift für bayerische Landesgeschichte, vol. 54,‎ 1991, p. 269-286 (ISSN 0044-2364, lire en ligne).
- (de) Christine Riedl-Valder, « Elchingen : benediktinisches Reformkloster und napoleonisches Schlachtfeld », Klöster in Bayern, Haus de Bayerischen Geschichte (consulté le 1er avril 2015).